# Zły facet
Zły facet (kor. 나쁜 남자 / Nabbeun namja) – południowokoreański dramat obyczajowy z 2001 roku w reżyserii Kim Ki-duka. Film wzbudził kontrowersje m.in. w związku z gloryfikacją gangsterstwa, prostytucji czy niewolnictwa seksualnego.

## Fabuła
Historia filmu dotyczy sytuacji kobiety uwikłanej w świat prostytucji oraz mężczyzny, za którego sprawą znalazła się ona w tej sytuacji. Scena otwierająca fabułę przedstawia młodą dziewczynę, która na oczach swojego chłopaka, nie potrafiącego jej obronić, zmuszona zostaje przez niemego mężczyznę do pocałunku.

## Obsada
- Jo Jae-hyeon jako Han-ki
- Seo Won jako Sun-hwa
- Kim Yun-tae jako Yun-tae
- Choi Duek-mun jako Myoung-soo
- Choi Yoon-young jako Hyun-ja
- Shin Yoo-jin jako Min-jung
- Kim Jung-young jako Eun-hye